# Jan Lachauer
Jan Lachauer (* 1983 in München) ist ein deutscher Animator.

## Leben
Lachauer studierte nach einem Jahr Praktikum bei Studio Soi in Ludwigsburg von 2005 bis 2011 Animation an der Filmakademie Baden-Württemberg. Seit 2007 arbeitet er als freiberuflicher Animator. Lachauers erster Kurzanimationsfilm Hugo entstand 2004. Während des Studiums folgten drei weitere Kurzanimationsfilme sowie 2011 sein Abschlussfilm an der Filmakademie Baden-Württemberg, der Vierminüter Herr Hoppe und der Atommüll, bei dem er zusammen mit Thorsten Löffler Regie führte.
Mit Max Lang, den er zu Beginn seines Studiums 2005 an der Filmakademie getroffen hatte und mit dem er bereits im Rahmen seiner Studentenfilme zusammengearbeitet hatte, führte Lachauer ab 2011 beim Kurzanimations-Fernsehfilm Für Hund und Katz ist auch noch Platz nach dem gleichnamigen Kinderbuch von Julia Donaldson und Axel Scheffler Regie. Es war Lachauers erste Arbeit nach Beendigung des Studiums. Lachauer und Max Lang gewannen 2013 auf dem Festival d’Animation Annecy den Preis für die Beste Fernsehproduktion. Beide wurden für Für Hund und Katz ist auch noch Platz zudem 2014 für einen Oscar in der Kategorie Bester animierter Kurzfilm nominiert. 2018 wurde er ein weiteres Mal zusammen mit Jakob Schuh für Es war einmal … nach Roald Dahl in der Kategorie Bester animierter Kurzfilm für den Oscar nominiert. Die Oscar-Auszeichnung erhielten jedoch Glen Keane und Kobe Bryant für ihren Kurzfilm Dear Basketball, der die Kindheitsträume bis hin zur 20-jährigen Karriere von Bryant zeigt.
2018 wurde Lachauer in die Academy of Motion Picture Arts and Sciences berufen, die jährlich die Oscars vergibt. Seit Herbst 2022 ist er zudem Mitglied der Deutschen Filmakademie.

## Filmografie
- 2004: Hugo
- 2006: Der Traum vom Fliegen
- 2008: Sápmi
- 2009: Cartoon Scum
- 2011: Herr Hoppe und der Atommüll
- 2012: Für Hund und Katz ist auch noch Platz (Room on the Broom) (TV)
- 2016: Es war einmal...nach Roald Dahl (Revolting Rhymes) (TV)

## Auszeichnungen (Auswahl)
- 2013: Cristal – Beste Fernsehproduktion, Festival d’Animation Annecy, für Für Hund und Katz ist auch noch Platz
- 2014: Oscar-Nominierung, Bester animierter Kurzfilm, für Für Hund und Katz ist auch noch Platz
- 2018: Oscar-Nominierung, Bester animierter Kurzfilm, für "Es war einmal...nach Roald Dahl"